# Солнечное затмение 14 декабря 2020 года
Солнечное затмение 14 декабря 2020 года — полное солнечное затмение 142 сароса, которое лучше всего было видно в юго-восточной части Тихого океана, Чили, Аргентине, на юге Атлантического океана.
Максимальная фаза затмения составила 1,0254, а максимальная длительность полной фазы — 2 мин. 10 сек.
Это затмение являлось повторением через сарос полного солнечного затмения 4 декабря 2002 года. Следующее затмение данного сароса произойдёт 26 декабря 2038 года.
Полная фаза затмения прошла через территорию Аргентины и Чили спустя примерно 1 год и 5 месяцев после полного затмения 2 июля 2019 года.
Основные населённые пункты, где можно было наблюдать полное затмение:
| Населенный пункт   | Время UTC | Η     | Длительность |
| Темуко             | 16:02:32  | 72,0° | 31 с         |
| Вильяррика         | 16:03:49  | 71,9° | 2 м 09 с     |
| Хунин-де-лос-Андес | 16:06:47  | 72,0° | 1 м 21 с     |
| Пьедра-дель-Агила  | 16:08:53  | 72,3° | 1 м 52 с     |
| Сьерра-Колорада    | 16:14:02  | 72,5° | 1 м 52 с     |
| Вальчета           | 16:17:23  | 72,6° | 2 м 09 с     |
| Сан-Антонио-Оэсте  | 16:19:53  | 72,5° | 1 м 58 с     |

Частные фазы затмения были видны на большей части территории Южной Америки (юг и запад Эквадора, почти вся территория Перу (кроме её крайней северо-восточной части), южная половина Бразилии, Боливия, Парагвай, Чили, Аргентина, Уругвай) и на крайнем юго-западе Африки (ЮАР, Намибия, западная половина Ботсваны, юго-западная половина Анголы)

## Изображения

### Затмение
| Частное затмение в Пуэрто-Варас, Чили | Вид полного затмения из Министро-Рамос-Меcия, Аргентина | Частное затмение в г. Гуарульюс, Бразилия |

### Схемы
| Схема прохождения затмения | \| Анимация затмения |